# Pholcus kwangkyosanensis
Pholcus kwangkyosanensis is een spinnensoort uit de familie trilspinnen (Pholcidae). De soort komt voor in Korea.